# Молете (Торино)
Молете је насеље у Италији у округу Торино, региону Пијемонт.
Према процени из 2011. у насељу је живело 5 становника. Насеље се налази на надморској висини од 1347 м.